# 10250 Геллахаассе
10250 Геллахаассе (10250 Hellahaasse) — астероїд головного поясу, відкритий 25 березня 1971 року.
Тіссеранів параметр щодо Юпітера — 3,558.